# Souřadnost
Souřadnost (parataxe) je v jazykovědě syntaktický vztah, kdy jsou dva syntaktické prvky spojeny tak, že ani jeden není gramaticky ani významově závislý na druhém, oba mají stejnou platnost a mohou existovat samostatně.
Nejčastěji se pojmu souřadnost užívá v užším významu v souvislosti se souvětími. V případě souřadného spojení dvou vět není ani jedna v členěna do druhé jako její člen. Opakem souřadnosti je podřadnost.

## Souřadné spojení
Výrazy jsou spojovány:
- Pomocí souřadicích spojek, např. a, i, ani, nebo, či ap.:
  - s užitím jedné spojky (syndeticky): Petr, Pavel, maminka a tatínek šli do ZOO.
  - s užitím více spojek (polysyndeticky):
    - průběžně: Petr a Pavel a maminka a tatínek si pustili film.
    - s bezspojkovým členěním: Petr a Pavel, maminka a tatínek.
- Bezspojkově (asyndeticky): Petr, Pavel, maminka, tatínek. (Viz juxtapozice.)
- Pomocí příslovcí, např. hned – hned, jak – tak, jinak ap.

V češtině je nejběžnější syndetické spojení, zatímco například v latině se daleko častěji užívá spojení asyndetické nebo polysyndetické.

## Vztahy mezi jednotlivými syntaktickými prvky
Mezi dvojicemi souřadně spojených syntaktických prvků může být různý vztah. Ten lze odhadovat podle použité spojky nebo způsobu spojení. Před spojkami a, i a ani se ve slučovacím poměru nepíše čárka, v ostatních případech spojení se prvky oddělují čárkou. Je-li použito více spojek za sebou, čárka se píše pouze před první z nich.
- slučovací: a, i, ani, ani – ani, hned – hned, napřed – potom
- stupňovací: ba, ba – i, ba – ani, nejen – ale, nejen – i, nejen – nýbrž, dokonce, (nejen) – ale i; ve stupňovacím významu se často používají i slučovací spojky, v takovém případě se před nimi píše čárka (tedy přidáním čárky se možnosti uvedené později zdůrazňují)
- odporovací: ale, však, avšak, (sice) – ale, nýbrž, leč
- vylučovací: nebo, anebo, buď – nebo, buď – anebo, či
- příčinný (důvodový): neboť, vždyť, totiž
- důsledkový: proto, a proto, tedy, a tedy, tudíž, a tak.

## Příklady
Přišel Petr a Jirka. – souřadné spojení slov Petr a Jirka pomocí spojky a. 

Na dvoře byly slepice, kachny, husy a pes. – souřadné bezspojkové spojení několika členů (slepice, kachny, husy), poslední člen (pes) je připojen spojkou a. 

Přestalo pršet a děti vyběhly ven. – souřadné spojení dvou vět.

## Souvětí souřadné
Pokud se v souvětí vyskytují alespoň dvě věty hlavní, označujeme souvětí jako souvětí souřadné, protože dvě hlavní věty jsou souřadně spojeny. Věty vedlejší jsou na členy vět hlavních napojeny podřadně, s jinými větami vedlejšími se mohou vázat souřadně i podřadně. Souvětí se dvěma souřadně spojenými vedlejšími větami se přesto označuje jako souvětí podřadné, pokud obsahuje jen jednu větu hlavní.
Souřadnost a podřadnost si často konkurují, tj. vztah dvou vět lze vyjádřit jak souřadně, tak podřadně: 

Nepřátelé dobyli město a vypálili ho. (souřadné spojení) 

Když nepřátelé dobyli město, vypálili ho. (podřadné spojení) 

Dostal jsem dárek, který jsem si přál. (podřadné spojení) 